# Mosquée Ibn Rochd
 (octobre 2021).
Si vous disposez d'ouvrages ou d'articles de référence ou si vous connaissez des sites web de qualité traitant du thème abordé ici, merci de compléter l'article en donnant les références utiles à sa vérifiabilité et en les liant à la section « Notes et références ».
La mosquée Ibn Rochd, ou la mosquée Averroès, est une mosquée située à Montpellier, en France, dans le quartier de la Paillade. Située dans le sud de la France, la mosquée Ibn Rochd a été inaugurée en 2004. Elle est gérée et dirigée par un groupe de ressortissants marocains de l'association ACMIR.

## Description
La mosquée Ibn Rochd est la plus grande mosquée de la Paillade, avec une capacité de 1 000 personnes. Elle peut être agrandie à 2 000 personnes grâce à sa cour extérieure. La mosquée attire un mélange de croyants musulmans. La gestion, depuis son ouverture, est entre les mains du président El Houssaine Tahiri. Un bail est signé avec l'ancien maire de Montpellier Georges Frêche en 2004, puis la mosquée est revenue aux mains des fidèles après l'achat de la mosquée en 2016.
La mosquée Ibn Rochd organise des prières cinq fois par jour en plus des sermons du vendredi. Plusieurs imams se sont succédé :
- de 2004 à 2013 : Mohamed Khattabi ;
- de 2013 à 2015 : Farid Darrouf (Mohamed Chahboun participait également aux prières de Tarawih durant le mois du Ramadan) ;
- de 2015 à 2017 : Mohamed Nayma ;
- depuis 2020 : Mustapha El Kouzini.

Les prêches sont organisés en arabe et en français, ce qui permet d'être compris par tout le monde. Il y a une salle séparée pour les femmes en hauteur.

## Histoire de la mosquée
Au départ, dans un contexte où les musulmans n'avaient pas de salle de prière et priaient dans des petites salles, foyers etc. en 2004, un bail a été signé entre l'Association Culturelle Mosquée Ibn Rochd (ACMIR) présidée par El Houssaine Tahiri et l'ancien maire de Montpellier Georges Frêche ce dernier offrant une salle polyvalente permettant aux musulmans de la Paillade d'avoir une salle de prière.
Ensuite, afin d'avoir plus d'indépendance, les membres de la mosquée organisaient des collectes, notamment durant le mois du Chawwal pendant trois ans jusqu'en 2016 où la mosquée a été vendue aux fidèles pour un million d'euros.
Ensuite, une affaire a fait du bruit au sujet d'une vente symbolique de la mosquée au Royaume du Maroc, qui a directement été condamnée par le maire de la ville, Michaël Delafosse.